# Kőrösi Imre
Kőrösi Imre (Kecskemét, 1946. április 18. – Budapest, 2018. szeptember 21.) politikus, MDF-es országgyűlési képviselő (1990–1994), az Agrárkamara elnöke (1993–1994), a rendszerváltás kritikusa.

## Élete
Kőrösi Imre 1946. április 18-án született egy tisztviselő és egy földműves gyermekeként. Tanulmányait Hódmezővásárhelyen, Kecskeméten, Fehérvárcsurgón végezte, és Katona József Gimnáziumban érettségizett le. 1970-ben Kőrösit megyei szakszervezeti titkárrá választották és az MSZMP-be is belépett. 1978-ban a József Attila Tudományegyetemen jogból lediplomázott, majd járási és városi földhivatalnál csoportvezetőként helyezkedett el. 1985-ben kizárták az MSZMP-ből. 1989-ben az Magyar Demokrata Fórum (MDF) tagja, 1990-től a párt országgyűlési képviselője lett. 1991 tavaszán az MDF frakció elnökségi tagjává választották párttársai. 1993. április 27-én kizárták az MDF-ből, mert élesen kritizálta a rendszerváltást, és szerinte a nemzeti vagyont átjátszották magánkézbe. 1993 és 1994 között a Magyar Agrárkamara elnöki tisztségét is betöltötte. 2003 október 6-án éhségsztrájkba kezdett, akciójával a lakásmaffia áldozataira akarta felhívni a figyelmet. Éhségsztrájkja, elmondása szerint, 51 napon át tartott. Később cikkei jelentek meg a Magyar világ című folyóiratban.

## Halála
Kőrösi Imre Kecskemétről Budapestre tartott vonattal, amikor rosszul lett. Mentőhelikopterrel szállították egy budapesti kórházba, ahol 2018. szeptember 21-én elhunyt. Korábban szívproblémákkal küzdött, de a halálát gyomorvérzés okozta.